# Ангасолка (станция)
Ангасо́лка — железнодорожная станция Восточно-Сибирской железной дороги
в Слюдянском районе Иркутской области.
Относится к Улан-Удэнскому региону ВСЖД. Находится на расстоянии 5286 километров от Москвы на территории железнодорожного посёлка Ангасолка. На станции производится отгрузка щебня с местного карьера. Была основана при строительстве линии Иркутск — Большой Луг — Слюдянка. Введена в эксплуатацию в 1949 году. Пассажирских операций на станции не производится с 2008 года (для пассажирского сообщения с посёлком используется платформа Поворот в 2 км. от станции).